# Важка атлетика на літніх Олімпійських іграх 2024 — до 73 кг (чоловіки)
Змагання з важкої атлетики в категорії до 73 кілограм серед чоловіків на літніх Олімпійських іграх 2024 у Парижі відбудуться 8 серпня на Арені Південний Париж.

## Рекорди
Перед цими змаганнями чинні світовий та олімпійський рекорди були такі:
| Світовий рекорд     | Ривок   | Ши Чжиюн (CHN)             | 169 кг | Ташкент, Узбекистан | 20 квітня 2021 |  |
| Світовий рекорд     | Поштовх | Рахмат Ервін Абдулла (INA) | 204 кг | Ташкент, Узбекистан | 6 лютого 2024  |  |
| Світовий рекорд     | Загалом | Різкі Джуніансіях (INA)    | 365 кг | Пхукет, Таїланд     | 4 квітня 2024  |  |
|                     |         |                            |        |                     |                |  |
| Олімпійський рекорд | Ривок   | Ши Чжиюн (CHN)             | 166 кг | Токіо, Японія       | 28 липня 2021  |  |
| Олімпійський рекорд | Поштовх | Ши Чжиюн (CHN)             | 198 кг | Токіо, Японія       | 28 липня 2021  |  |
| Олімпійський рекорд | Загалом | Ши Чжиюн (CHN)             | 364 кг | Токіо, Японія       | 28 липня 2021  |  |

## Результати
| Місце | Спортсмен             | Країна               | Ривок (кг) | Ривок (кг) | Ривок (кг) | Ривок (кг) | Поштовх (кг) | Поштовх (кг) | Поштовх (кг) | Поштовх (кг) | Сума |
| Місце | Спортсмен             | Країна               | 1          | 2          | 3          | Результат  | 1            | 2            | 3            | Результат    | Сума |
| ----- | --------------------- | -------------------- | ---------- | ---------- | ---------- | ---------- | ------------ | ------------ | ------------ | ------------ | ---- |
| 1     | Різкі Джуніансіях     | Індонезія (INA)      | 155        | 155        | 162        | 155        | 191          | 199          | —            | 199 OR       | 354  |
| 2     | Вірафон Вічума        | Таїланд (THA)        | 148        | 152        | 152        | 148        | 190          | 194          | 198          | 198 JWR      | 346  |
| 3     | Божидар Андреєв       | Болгарія (BUL)       | 148        | 152        | 154        | 154        | 183          | 187          | 190          | 190          | 344  |
| 4     | Мухаммед Фуркан Озбек | Туреччина (TUR)      | 150        | 153        | 155        | 150        | 189          | 191          | 191          | 191          | 341  |
| 5     | Луїс Хав'єр Москера   | Колумбія (COL)       | 150        | 150        | 155        | 155        | 185          | 185          | 189          | 185          | 340  |
| 6     | Масанорі Міямото      | Японія (JPN)         | 147        | 151        | 155        | 151        | 187          | 187          | 193          | 187          | 338  |
| 7     | Пак Чу Хьо            | Південна Корея (KOR) | 146        | 147        | 150        | 147        | 186          | 187          | 196          | 187          | 334  |
| 8     | Карем Бен Гніа        | Туніс (TUN)          | 145        | 145        | 149        | 149        | 181          | 186          | 187          | 181          | 330  |
| 9     | Бернардін Матам       | Франція (FRA)        | 138        | 142        | 145        | 145        | 175          | 175          | 180          | 175          | 320  |
| —     | Ши Чжиюн              | Китай (CHN)          | 161        | 165        | 168        | 165        | 191          | 191          | 191          | —            | DNF  |
| —     | Хуліо Майора          | Венесуела (VEN)      | 152        | 156        | 156        | 152        | 188          | 188          | 192          | —            | DNF  |
| —     | Рітварс Сухаревс      | Латвія (LAT)         | 147        | 147        | —          | —          | —            | —            | —            | —            | DNF  |